# Pont de Llierca

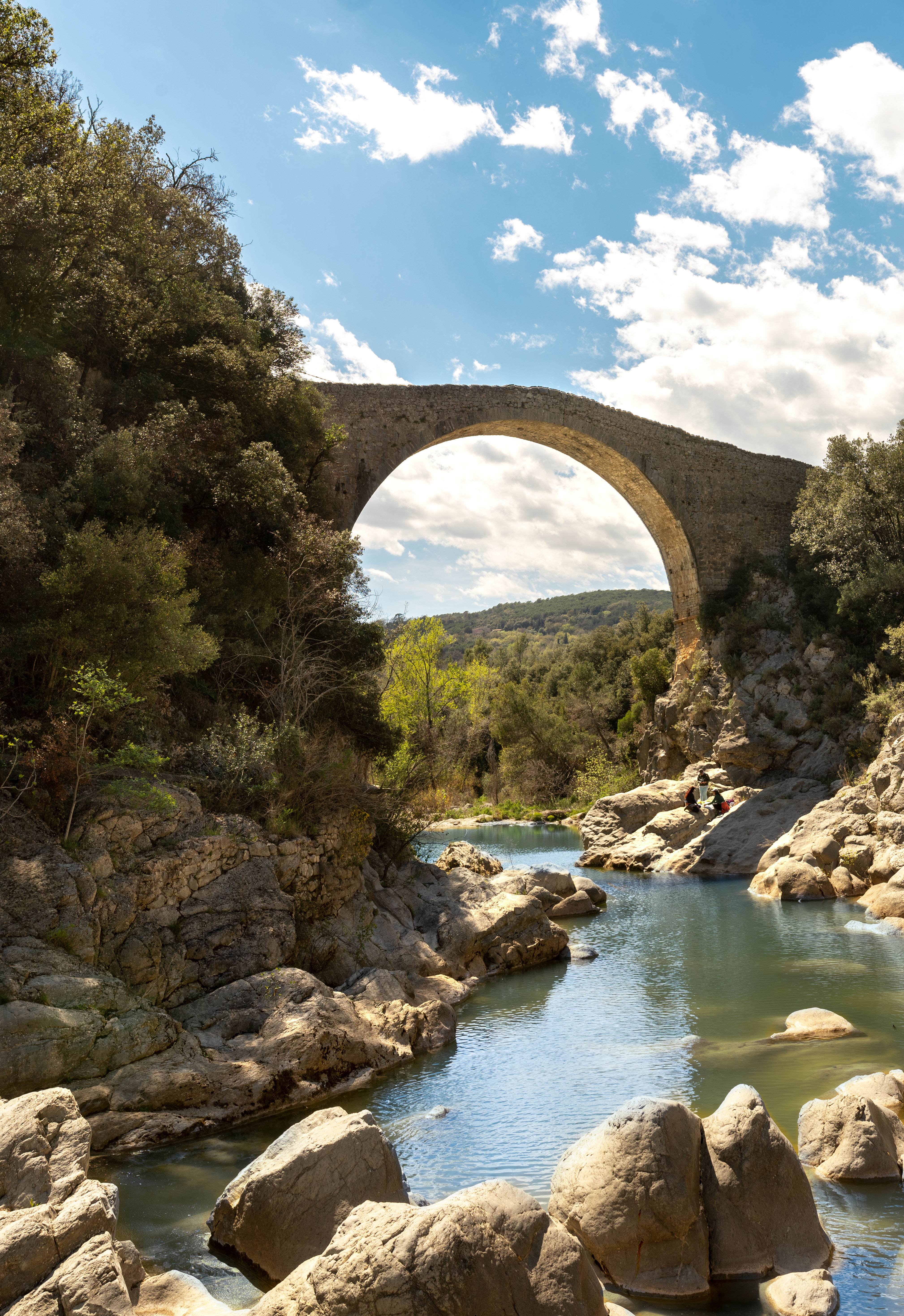
Brücke über den Llierca – Gesamtansicht mit Fußgängern auf der Brücke

Der Pont de Llierca (die Brücke über den Llierca) ist eine einbögige, mittelalterliche Steinbrücke in Katalonien in der katalanischen Provinz Girona in Spanien, die den Llierca, einen rechten Nebenfluss des Fluvià, von Tortellà nach Sales de Llierca in einer Höhe von 28 m überspannt. Die Brücke ist ein herausragendes Beispiel mittelalterlicher Brückenbautechnik und Ingenieurskunst. Das genaue Erbauungsdatum der Brücke ist unbekannt; ihre Nutzung jedoch ist seit dem ausgehenden 14. Jahrhundert nachgewiesen. A. Cuéllar Bassols legt in seinem Führer „Olot und Umgebung“ die Errichtung des Bauwerkes durch die Herren von Llierca, die mittels der Brücke auf ihr Schloss gelangen wollten, in das 12. Jahrhundert. Die Brücke ist aktuell begehbar. Die anmutig-schlanke Eleganz dieses Bogenbauwerkes fasziniert wahrscheinlich den heutigen Nutzer in gleicher Weise wie den Brückengänger des ausgehenden 14. Jahrhunderts oder aus noch früheren Zeiten.

## Beschreibung
Das Brückenbauwerk ist insgesamt 52 m lang. Der einzige Bogen ragt im maximalen Punkt 28 Meter über den Wasserspiegel des Flusses auf; seine Höhe ist deutlich größer als seine Spannweite. Auf beiden Seiten des Brückenüberganges ist eine Steinmauer zum Schutz für den Übergang angebracht. Der Brückenübergang weist maximal eine Breite von 3 Metern auf. Die Brücke entspricht der mittelalterlichen Typologie, die folgende Merkmale aufweist:
* Es gibt einen einzigen Rundbogen.
* Die tragenden Bögen (die sogenannten „Eselsrücken“) sind beiderseits aus Keilsteinen gefertigt.
* Die tragenden seitlichen Pfeiler sind aus Kalksteinen mit Hilfe von Zement aus Kalk und Sand gemauert.
Über diese Brücke gingen Menschen, Händler mit Tieren und Ware.

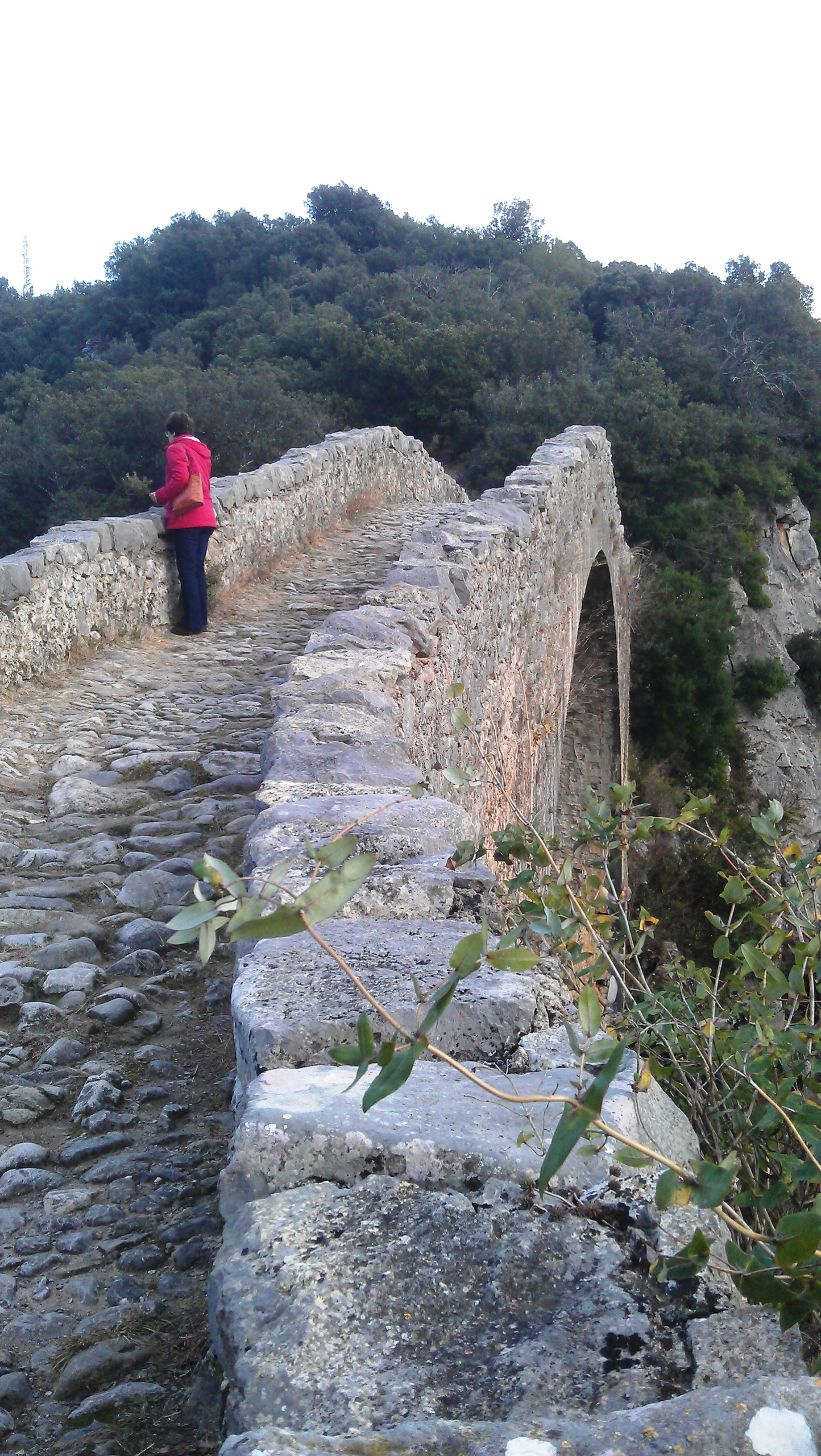
Auf der Brücke über den Llierca

## Historischer Kontext
Bis ins 10. Jahrhundert nutzten die Bewohner der katalanischen Grafschaften das Wegesystem der Römer. Hier gab es nur eine Ausnahme: Den Weg der Franken, der errichtet im 8. Jahrhundert, von Barcelona bis zu den Pyrenäen führte. Dieser Weg diente als Heerstraße für die karolingischen Soldaten. Im 11. Jahrhundert setzte dann eine intensive Bauphase von neuen Wegen und Brücken ein. Gemäß den heute bekannten Dokumenten handelt es sich bei Brücken aus dieser Phase einerseits um einfache Holzstege und andererseits um Steinbrücken wie die hier behandelte Brücke von Llierca. Im 13. Jahrhundert werden dann mehrbögige Brücken errichtet, die in der Mitte normalerweise eine kleine Kapelle aufweisen, die dem Schutz der Reisenden dienen soll. Die Ausweitung des Wegenetzes und der Brückenbau widerspricht generell der Vorstellung vom Mittelalter als der Zeit einer absolut geschlossenen Gesellschaft, die gewissermaßen mit dem Rücken zur Welt gestanden hat. Der Aktionsradius des mittelalterlichen Menschen ist zwar begrenzt. Aber Waren und Wissen wurden in der Region über Handels- und Pilgerwege ausgetauscht. Vor diesem Hintergrund ist es sehr wahrscheinlich (wenn auch bisher nicht nachgewiesen), dass die Barone von Sales de Llierca die hier behandelte Brücke errichten ließen, um den Handel zwischen den Häusern, die westlich des Llierca lagen, mit der Bevölkerung von Tortellà und Besalú zu ermöglichen. Die Brücke von Llierca ist wahrscheinlich einer der ältesten Mautwege Kataloniens. Die Finanziers der Brücke haben für den Übergang der mit Waren und Tieren ziehenden Handelsreisenden eine Brückensteuer erhoben. Im Zusammenhang mit diesem geschilderten Kontext steht auch die oben angesprochene Frühdatierung der Errichtung des Brückenbauwerkes im 12. Jahrhundert von A. Cuéllar Bassols.